# Parroquia Bramón
Bramón es una de las 4 parroquias que forman al municipio Junín, en el estado Táchira, su capital es la población de Bramón. Esta parroquia es la segunda más poblada del municipio, ubicándose por detrás de la parroquia Rubio (Capital del municipio).
Bramón posee dos principales aldeas o poblaciones: Bramón y El Jagual.
En Bramón se encuentra algunas de las empresas más importantes de café en Junín y Táchira en general, como lo es: CONCAFÉ y CAFÉ BRAMÓN.

## Límites de la parroquia Bramón
- Norte: con la Parroquia Rubio, la Parroquia Delicias (Municipio  Rafael Urdaneta) y la Parroquia Isaías Medina Angarita (Municipio  Bolívar).
- Sur: con la Parroquia Rubio y la Parroquia Delicias (Municipio  Rafael Urdaneta).
- Este: Parroquia Rubio.
- Oeste: Parroquia Delicias (Municipio  Rafael Urdaneta).

## Aldeas Pertenecientes a la Parroquia

### Bramón
•	Ubicación y Límites: Aldea de la Parroquia del mismo nombre, ubicada en el centro del Municipio. Limita por el Norte con la Aldea El Jagual; por el Este, con las aldeas Vega de la Pipa y Caño de Agua de la Parroquia Rubio; por el Sur, con las aldeas La Honda, Toronjal, Centro y Palma de Oso; y por el Oeste, con las aldeas Salados y Perdices, Altoviento y La Honda
•	Cabecera: Bramón (ubicada a 8 km de Rubio).
•	Centros Poblados: La Colina, El Helechal, La Ovejera, Alberto Grimaldo, El Tabacal, Los Pinos, Tropezón, La Pedregosa, Victoria de Bramón, Los Zanjones, Matamula, Pabellón, Las Brisas, Los Campitos, Florida 2000, Altos de la Florida, Brisas del Carapo
•	Accidentes Geográficos: Cerros Pico de Vela (2.825 m.), Pan de Azúcar (2.383 m.), La Honda (1.867 m.), La Ratona (1.780 m.); quebradas La Lejía (18,8 km.), La Ratona, Río Chiquito, La Ahumada, Río Carapo.
•	Economía:Es un centro productor de tecnología sobre el cultivo del café, hortalizas, caña panelera, a través del Instituto Nacional de Investigaciones Agropecuarias con influencia en todo el estado Táchira. También posee fincas productoras de café, ganado, hortalizas. Es una comunidad con factibilidad económica de instalación de posadas, por su cercanía a Rubio y Sancristobal por sus lindos paisajes de altura y un clima propicio para estas actividades económicas.
Es una parroquia productora de café que puede ser exportado como café de calidad por estar ubicado en una zona agroecológica con características adecuadas para este cultivo. Rememorando aquí se fundó el primer centro cafetalero de Venezuela y funcionó como´procesador de café proveniente de aparceros y colonos del Jagual y de fincas cafeteras de pueblos circunvecinos a Bramón. Aquí también fue fundada la Escuela de Prácticos Cafeteros que formó a nivel nacional estos técnicos que difundieron la tecnología del cultivo a todo el país. Luego se funda el INIA Táchira que produce como se dijo antes tecnología en rubros de la zona andina incluyendo caña panelera, hortalizas, ganadería y por supuesto café.

### El Jagual
•	Ubicación y Límites: Ubicada inmediatamente al Sur de la capital del Municipio. Limita por el Noroeste con la Aldea Cuquí; por el Noroeste, con el área urbana de la ciudad de Rubio; por el Este con la Aldea Vega de la Pipa; por el Sur con la aldea Bramón; y por el Oeste con el Municipio Bolívar. Es una comunidad que representa fuentes de nacimiento de aguas que vierten al río carapo, de allí su nombre. Fue Asiento de los primeros colonos y aparceros que producían café y arrimaban al central cafetalero bramon.
•	Cabecera: El Jagual
•	Centros Poblados: La Victoria, km. 5, Bolivia, El Rodeo, Cruz Roja, El Hoyito, Encontrados, Venta Quemada, Las Cruces , La sabana
•	Accidentes Geográficos: Cerros Moretón (1.257 m.); quebradas Río Chiquito y La Ahumada; río Carapo.
•	Economía: Productora de café y caña de azúcar; posee arena, carbón y arcillas.

## Símbolos Patrios

Creada por Luis Alberto Parra

### La Bandera
En su configuración presenta dos colores, y como insignia dos ramas de café entrelazadas.

#### El color azul
Desvela el potencial hídrico constituido por los ríos: Río Chiquito, El Carapo, Quebrada Bramoncito y La Ratona. Que devolvió el sentido agrícola formalizando un paisaje que sustento la entrañable tierra bramonense en la construcción de una verdadera fisonomía y matices peculiares entre una y otra parcela, con el idéntico cause de sus aguas para el riego y el beneficio del café, incluso para desarrollar la primera planta hidroeléctrica en Bramón por la Compañía Bramón States Cómpany dándole la energía eléctrica a Bramón.

#### El color verde
Representa la melodía agreste del viejo conuco del fruto iluminado del café fluyente de la melodía del follaje y cantos de labriegos, tierra fértil que justificó los sueños del frenético duelo de las labranzas como el rito que constelan la memoria de la tierra que aun nutrió con sus cosechas de café y zafras de la caña de azúcar. Que entregó la llave del peregrino el dulce encanto de su subsistencia y el hallazgo del campo baldío colmado de presagios y frutos como esplendor cubiertos por el soplo de los designios de la madre tierra y destello agrícola fuente de historia latente mansión de la flor del café.

#### Las dos ramas de café entrelazadas
Honra emblemática de los bramonenses y junienses, como expresión que conjuga el pasado y el presente como perpetuidad, sabiduría de la influencia familiar el cual derivaron numerosas ramas descendientes, hoy concentradas en el pueblo del cafeto.
Este elemento emblemático representa la evolución de una cultura agrícola expresada en sentimiento, ideas a través de la interpretación de la producción, comercialización como propuesta única, creadora de una ejemplar constancia y voluntad de trabajo, que admite al respeto y la vocación que destina a nuestros ciudadanos restablecer la normal presencia, el precepto de abrir y reabrir los espacios para converger los sublimes y esperar valores, sentimientos en la reafirmación a manera de restauradores de la industria del café.

### El Escudo
La defensa de nuestra historia como patrimonio moral de nuestro designio geográfico, es propia fisonomía del pueblo bramonense, contenido en el Escudo, como una manera de precisar, fijar y resguardar los valores allí contenidos donde descansa nuestra propia identidad como nacionalidad.
En su parte superior contiene 2 canastos, mostrando el fruto de cafeto, ofrenda, producto de manos mágicas, en forma de dicha dulzura.
Como segundo elemento: una trascendencia de menesteres en calidad de disciplina con sentido magistral de una empeñosa, abnegada labor en el secado del café.
El Río Bramoncito como tercer elemento; el rumor de su caudal alimentador del suelo fértil, como resonancia y auxilio del rito agrícola, fuente hídrica de vital importancia sirviendo de surtidor general, para los procedimientos de procesamiento del café.
Como cuarto elemento: el arco a la entrada de lo que hoy es INIA, fue la fachada de la Hacienda Bramón, en la época del General Juan Vicente Gómez.
La caña de azúcar, quinto elemento; a manera de exaltación provincial, representa el fomento de la caña de azúcar con visos de industrialización que producía panela, azúcar, hasta la materia prima para la fabricación de rones.
La fauna; representada por un ave cantora, frágil y de cantos de contemplación.
El libro; fluidez extraordinaria de saberes renovadores, iluminación de nuevas conciencias, una larga peregrinación educativa, ejemplo resplandeciente como razón filosófica proyectándose al futuro.

### El Himno de la Parroquia
Coro
¡Ho! Parroquia amada
Símbolo de hidalguía
Divina y majestuosa
Pequeña patria mía.
I
Suelo de inmortales memorias
Santuario agrícola ancestral
Voces de paisano labriegos
Tierra de gracia providencial
II
Pueblo de senderos vivos
Ungido de viejos formadores
De sabor y sorbos tintos
Bastión de nuevas generaciones
III
Vertiente de tierra fecunda
Luz, esperanza y laboriosidad
Crisol de labranzas y siembra
Invocación, canto y hermandad.
Letra: Prof. Luis Alberto Parra
Música: Prof. Luis Uzcategui

## Propuesta de Municipalización
En honor a las fiestas patronales de San José, se celebró el sábado, 19 de marzo en Bramón una sesión solemne del Concejo Municipal de Junín. La actividad contó con la presencia del alcalde Jackson Carrillo, su tren ejecutivo, los integrantes del concejo municipal que preside Danny Carrillo, junto a los concejales Marcos Rincón, Sonia Mendoza, Herlany Rivas, Rubén Manrique, Arfilió Jaimes, Johan Lizcano, Estefanie Giménez, Favio Omaña y Christopher Vivas.
Donde el presidente del Concejo Municipal Danny Carrillo, expresó que la localidad de Bramón “es merecedora de ser elevada a municipio independiente por tantos aportes y protagonismo en la historia de nuestro país como el principal central cafetero de Venezuela, palabras de gratitud y empoderamiento para el pueblo bramonense”.
Resta evaluar como serán las relaciones entre Rubio y Bramón para concretar o no esta posibilidad de independencia, lo cierto es, que el hecho de exponer esta propuesta de secesión contando con la presencia del Alcalde de Junín en dicho evento, proyecta e indica un escenario de aceptación por parte del mayor dirigente de Junín ante la independencia de esta Parroquia.